# Timoneiro

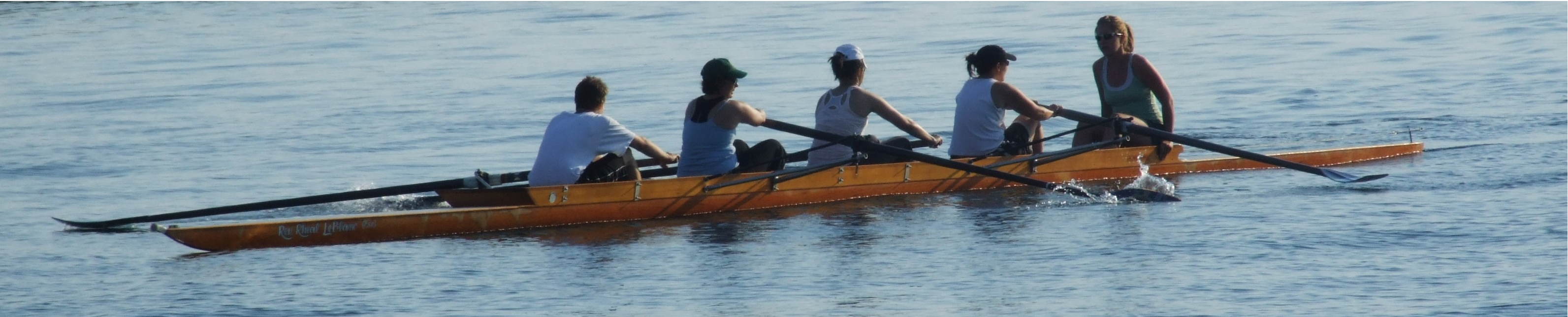
4 + timoneiro

Timoneiro (gubernator em latim), também dito "o homem do leme", é o tripulante responsável pela navegação. O termo é de uso mais corrente no remo.
O termo latino está na origem de "o governo da embarcação", pois as embarcações não são guiadas ou dirigidas, mas sim governadas.

## Vela

### O timoneiro
Na vela tanto quanto no remo, o timoneiro é aquele tripulante que governa o barco e tem a posse do leme.

### O proa
O pequenos veleiros o navegador que se ocupa do estai e do balão é conhecido como  "o proa".

## Política
Mao Tsé-Tung foi chamado de "o grande timoneiro" da revolução cultural ocorrida na China, na década de 60.